# 大眼紅點鮭
大眼紅點鮭，為輻鰭魚綱鮭形目鮭科的其中一種，為溫帶淡水魚，分布於歐洲法羅群島的Streymoy島Leynavatn湖流域，體長可達30公分，棲息在底中層水域，以蚊子幼蟲、枝角類為食，繁殖期在10月，生活習性不明。